# Marijke van Hees
Maria Anna (Marijke) van Hees (Amsterdam, 7 maart 1961) is een Nederlands politicus. Zij was van 20 februari 1999 tot 5 september 2000 voorzitter van de Partij van de Arbeid.
Van Hees versloeg in 1999 in een strijd om het partijvoorzitterschap het duo Lennart Booij en Erik van Bruggen, die afkomstig waren uit de vernieuwingsbeweging Niet Nix. Een vertrouwensbreuk tussen haar en de top van de partij leidde in 2000 echter tot haar onmiddellijke aftreden. Een artikel in weekblad Vrij Nederland over een dubieus declaratiegedrag speelde hierbij een rol. Een intern onderzoek van voormalig Commissaris van de Koningin Roel de Wit pleitte Van Hees vrij. De schrijver van het artikel, journalist Yoeri Albrecht, had zich volgens De Wit gebaseerd op niet te bewijzen beweringen van Haagse politici en partijfunctionarissen. Voor declaratiefraude vond hij geen bewijs. Vrij Nederland liet hierop in een verklaring weten ook geen bewijs te hebben voor de beweringen en bood excuses aan.
Van Hees was van 2010 tot en met 2014 wethouder voor de PvdA in het College van B&W van Enschede met Economie, Innovatie, Middelen, Cultuur en het stadsdeel Centrum in haar portefeuille. Van november 2016 tot november 2020 was Van Hees voorzitter van de Raad voor Cultuur, als opvolger van Joop Daalmeijer. 
In 2017 werd Van Hees benoemd tot Ridder in de Orde van Oranje-Nassau.
Sinds juni 2017 is Van Hees tevens voorzitter van het Adviescollege Toetsing Regeldruk.
- Digitale Bibliotheek voor de Nederlandse Letteren: hees026
- Parlement.com: vh5w2vcez9v0